# 拉吉斯拉夫·诺瓦克
拉吉斯拉夫·诺瓦克（捷克語：Ladislav Novák，1931年12月5日—2011年3月21日），捷克男子足球运动员，司职后卫。他曾代表捷克斯洛伐克国家队参加1954年、1958年和1962年国际足联世界杯，其中1962年世界杯获得亚军。